# أوتاوا راف ريدرز
أوتاوا راف ريدرز (بالإنجليزية: Ottawa Rough Riders) هو نادي كرة القدم الكندية، وكرة القدم الأمريكية كندي تأسس في 1876، ويلعب في الدوري الكندي لكرة القدم.